# Aprilia
Aprilia je italijanska motociklistična družba, ena od sedmih podjetij, ki pripada družbi Piaggio, na svetu četrtemu največjemu motociklističnemu proizvajalcu.
Aprilia je začela kot tovarna skuterjev, zdaj pa izdelujejo tudi močnejše motocikle.

## Zgodovina
Aprilia je bila ustanovljena po drugi svetovni vojni s strani Alberta Beggio, najprej s tovarno v Noalu.
Albertov sin Ivano Beggio je podjetje prevzel leta 1968 in s sodelavci zasnoval 50 cc motocikel. Prvi izdelki so se imenovali Colibrì, Daniela in Packi. V letu 1970 so izdelali motocikel za motokros, imenovan Scarabeo. Do konca sedemdesetih so Scarabea izdelovali še v 50 in 125cc različicah. 
V letu 1977 je Ivan Alborghetti iz Milana na Aprilijinem motorju zmagal na Italijanskem prvenstvu v motokrosu v kategorijah 125 in 250 cc. Leta 1978 je Alborghetti končal sezono z dvema tretjima mestoma na posamičnih dirkah in šestim mestom na svetovnem prvenstvu.